# Parafia Znalezienia Krzyża Świętego w Ostrowcu
Parafia Znalezienia Krzyża Świętego w Ostrowcu – rzymskokatolicka parafia znajdująca się w diecezji grodzieńskiej, w dekanacie Ostrowiec, na Białorusi.

## Historia
Kościół Znalezienia Krzyża Świętego w Ostrowcu został zbudowany w 1910. Ostrowieccy katolicy byli pozbawieni wówczas kościoła od 1866, gdy władze carskie w ramach represji popowstaniowych przekazały kościół św. Kosmy i Damiana w Ostrowcu Cerkwi prawosławnej i zniosły istniejącą przy nim parafię.
Znaczenie parafii spadło, gdy w 1918 katolicy odzyskali dawny kościół i odrodziła się parafia św. Kosmy i Damiana w Ostrowcu. W okresie międzywojennym parafia Znalezienia Krzyża Świętego w Ostrowcu jest wymieniana jako osobna parafia, nie posiadająca jednak własnego proboszcza, tylko administrowana przez parafię św. Kosmy i Damiana.